# 模拟地球
《模拟地球》是一款由威爾·萊特设计，Maxis公司制作和发行的模拟经营类游戏。游戏于1991年12月19日在日本地区超级任天堂发行。
在游戏中，玩家可以控制地球的大气、温度和地表等。通过地球上多种生命形式来观察它们的进化。由于这是一个玩具类游戏，所以游戏并没有任何指定目标。最大的挑战是进化出一个具有科学的文明。